# Platensina guttatolimbata
Platensina guttatolimbata es una especie de insecto del género Platensina de la familia Tephritidae del orden Diptera.

## Historia
Günther Enderlein la describió científicamente por primera vez en el año 1911.